# Tshepo Ricki Kgositau-Kanzaa
Tshepo Ricki Kgositau-Kanzaa est une militante pour les droits des personnes transgenres du Botswana qui vit en Afrique du Sud.
En 2017, elle a été la première femme trans à faire reconnaître légalement son identité de genre préférée au Botswana.

## Vie personnelle
Kgositau s’est identifiée comme une femme dès son jeune âge. 
En 2011, elle a demandé au Bureau de l’enregistrement civil et national de corriger la mention de son identité de genre en tant que femme sur sa carte d'identité nationale, l'Omang, mais ils n’ont pas pu effectuer le changement,. 
En 2017, la Haute Cour du Botswana a ordonné au gouvernement de reconnaître son identité de genre en tant que femme, faisant d’elle la première femme trans à voir son identité de genre préférée reconnue légalement au Botswana.
Kgositau vit en Afrique du Sud.

## Carrière et militantisme
Kgositau est directrice de l’organisation Gender Dynamix qui s'implique pour les droits des personnes transgenres. Elle est une militante pour les droits des personnes transgenres.

## Publications sélectionnées
- Liesl Theron et Tshepo Ricki Kgositau, The Emergence of a Grassroots African Trans Archive, Transgender Studies Quarterly 2(4) : 578-583, 2015[5]
- B. Camminga et J. Marnell, Queer and Trans African Mobilities: Migration, Asylum and Diaspora, Royaume-Uni : Bloomsbury Publishing, 2022, p. 56[6]
- Trans Lives in a Globalizing World: Rights, Identities and Politics, Royaume-Uni : Taylor & Francis, 2020[7]